# Lestrimelitta sulina
Lestrimelitta sulina är en biart som beskrevs av Marchi och Melo 2006. Lestrimelitta sulina ingår i släktet Lestrimelitta och familjen långtungebin. Inga underarter finns listade i Catalogue of Life.